# Rule, Britannia!
Rule, Britannia! – drugi (mniej formalny) hymn Wielkiej Brytanii. Pochodzi z wystawianej na dworze księcia Walii przez kompozytora Thomasa Augustine’a Arne’a maski (masque) Alfred w 1740 roku. Melodię podchwyciła szybko ulica i marynarze. Autorem słów jest James Thomson.

## Słowa

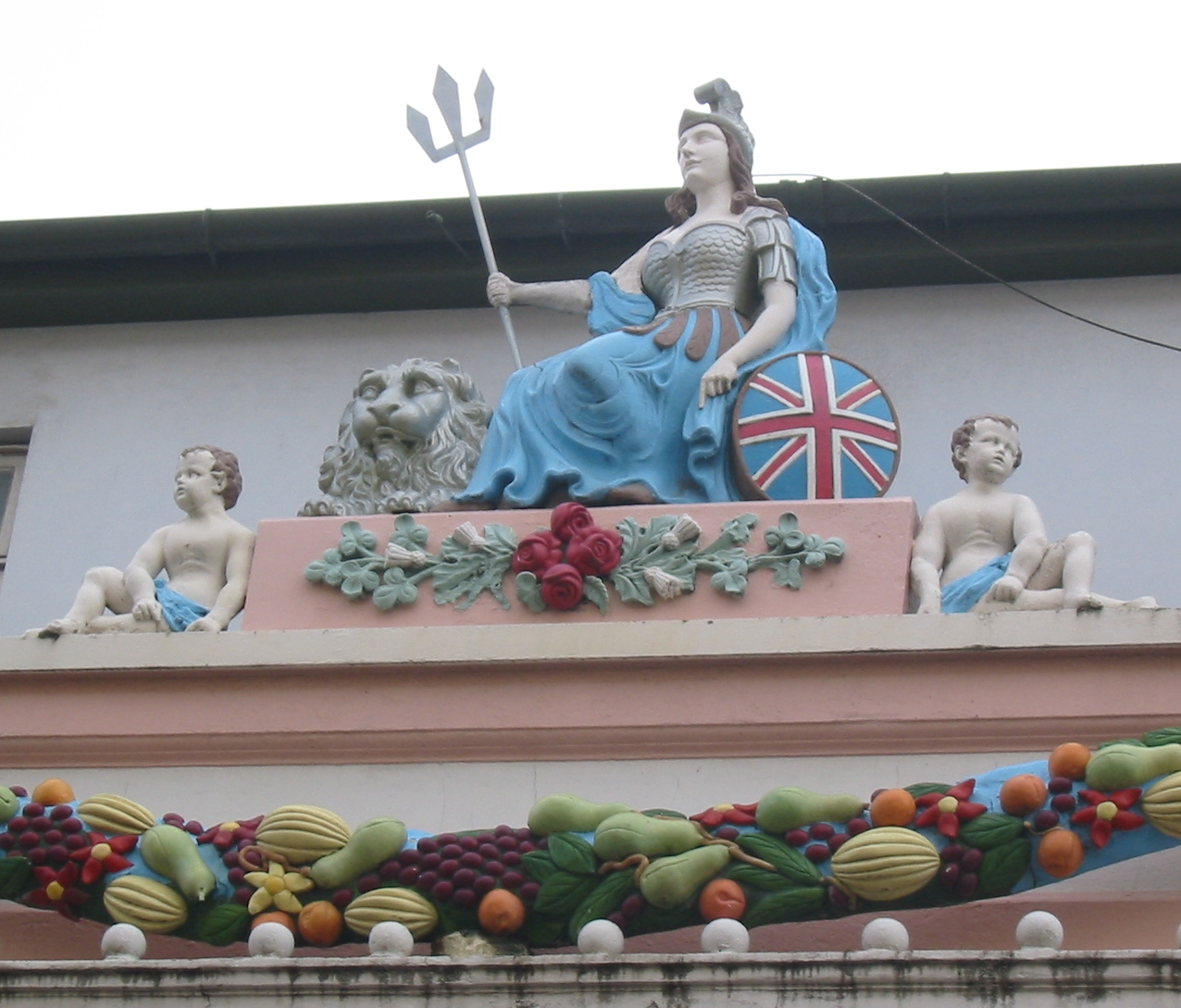
Posąg Brytanii w pubie w Saint Helier, Jersey

1
When Britain first at Heav'n's command
Arose from out the azure main;
This was the charter of the land,
And guardian angels sang this strain:
Rule, Britannia! Britannia, rule the waves:
Britons never will be slaves.
2
The nations not so blest as thee,
Must in their turns to tyrants fall;
While thou shalt flourish great and free,
The dread and envy of them all.
Rule, Britannia! Britannia, rule the waves:
Britons never will be slaves.
3
Still more majestic shalt thou rise,
More dreadful from each foreign stroke;
As the loud blast that tears the skies,
Serves but to root thy native oak.
Rule, Britannia! Britannia, rule the waves:
Britons never will be slaves.
4
Thee haughty tyrants ne'er shall tame,
All their attempts to bend thee down
Will but arouse thy generous flame;
But work their woe, and thy renown.
Rule, Britannia! Britannia, rule the waves:
Britons never will be slaves.
5
To thee belongs the rural reign;
Thy cities shall with commerce shine;
All thine shall be the subject main,
And every shore it circles thine.
Rule, Britannia! Britannia, rule the waves:
Britons never will be slaves.
6
The Muses, still with freedom found,
Shall to thy happy coast repair;
O blest Isle! With matchless beauty crowned,
And manly hearts to guard the fair.
Rule, Britannia! Britannia, rule the waves:
Britons never will be slaves.
Podczas koncertu w ostatnią noc BBC Proms 2008, walijski śpiewak Bryn Terfel zaimprowizował jedną zwrotkę w języku walijskim:
A Phrydain gododd ar alwad nef
A chodi fu o'r tonnau câs
Hwn oedd y siarter, y siarter drwy'r holl wlad,
A hon yw cân yr engyl glan.

## Kompozycje i inne muzyczne opracowania „Rule Britannia”
- Motyw „Rule Britania” został wykorzystany przez Georga Friedricha Händla w arii sopranowej „Prophetic visions strike my eye” z II części Occasional Oratorio HWV 62 z 1746 roku.
- Ludwig van Beethoven skomponował Wariacje D-dur na fortepian solo na temat „Rule Britannia” WoO 79 w 1803 roku.
- Ferdinand Ries skomponował Wariacje na temat Rule Britannia Op. 116.